# Seniorat Scranton PNKK
Seniorat Scranton PNKK (Scranton Seniorate) – seniorat (dekanat) diecezji centralnej Polskiego Narodowego Kościoła Katolickiego w USA i Kanadzie (PNKK) położony w Stanach Zjednoczonych Ameryki Północnej. Parafie senioratu znajdują się w stanie Pensylwania, Nowy Jork, Kalifornia oraz Kolorado. W skład senioratu wchodzi parafia Litewskiego Narodowego Kościoła Katolickiego. Parafia ta zachowuje pewnego rodzaju specyfikę i niezależność. Parafia św. Stanisława biskupa i męczennika w Scranton nie wchodzi w skład senioratu i jest bezpośrednio podporządkowana biskupowi diecezji centralnej. Seniorem (dziekanem) senioratu jest ks. William Chromey z Dickson City.

## Parafie senioratu Scranton
- parafia św. Łukasza w Boulder, proboszcz: ks. Everett Spees
- parafia św. Franciszka z Asyżu w Denver, proboszcz: ks. John Kalabokes
- parafia św. Adalberta w Dickson City, proboszcz: ks. sen. William Chromey
- parafia Matki Boskiej Bolesnej w Dupont, proboszcz: ks. Zbigniew Dawid
- parafia Najświętszej Maryi Panny w Duryea, proboszcz: ks. Carmen Bolock
- parafia Wszystkich Świętych w Johnson City, proboszcz: ks. Dennis Ruta
- parafia Anioła Stróża w Los Angeles, proboszcz: ks. Andrzej Machowski
- parafia św. Trójcy w Throop, proboszcz: ks. sen. William Chromey

### Parafia etniczna
- Litewski Narodowy Kościół Katolicki:
  - Parafia Opatrzności Bożej w Scranton, proboszcz: ks. Walter Placek